# Repincultuur
De Repincultuur (Russisch: Репинская культура, soms ten onrechte Repinocultuur) is een archeologische cultuur van de kopertijd uit het 4e millennium v.Chr. van de Pontisch-Kaspische Steppe en de Oost-Europese bossteppe. De cultuur ontwikkelde zich uit eerdere lokale neolithische culturen en ontwikkelde zich later tot de Jamnacultuur. De economie was gebaseerd op veeteelt, aangevuld met jacht. De cultuur wordt soms gerekend tot een eerdere fase van de Jamnacultuur.

## Oorsprong en classificatie
De Repincultuur wordt gedateerd, op basis van koolstofdatering van aardewerkscherven, op 3900–3300 (gekalibreerd) v.Chr. Volgens David Anthony is het waarschijnlijk ontstaan in de regio Beneden-Don. De Repincultuur grensde in het westen aan de Derijevka- en Kvitjanaculturen en in het zuiden aan de Konstantinovkacultuur. 
Sommige geleerden beschouwen Repin als een vroeg stadium van de Jamnacultuur, dwz. als het Repin-stadium van de Jamnacultuur, terwijl anderen er de voorkeur aan gaven om Repin te classificeren als een aparte kopertijdcultuur. 
Volgens A.T. Sinjoek ontwikkelde de Repincultuur zich uit de voorafgaande lokale neolithische culturen. Sinjoek stelt dat de (pre- Touwbekercultuur) Sredny Stog I en de neolithische lagere Donculturen fundamentele componenten zijn in de vorming van de Repincultuur. Sinjoek en Joeri Rassamakin suggereren dat de oorsprong van de Repincultuur niet verbonden is met de Chvalynskcultuur. Daarentegen betogen Nina Morgoenova en Michail Toeretski dat de culturele continuïteit tussen de Jamna-, Repin-, Chvalynsk- en Sredny Stogculturen wordt aangetoond door de begrafenisrituelen en de aardewerkstijlen. 
Rassamakin betoogt dat "er geen goede steun meer is voor het simpele en aantrekkelijke idee van een directe evolutie van kopertijdculturen, beginnend met de Samara en eindigend met de vorming van de Jamnacultuur in de Wolga-Oeral-interfluve. Het wordt door de meerderheid van de onderzoekers niet langer geaccepteerd". 

## Locaties

### Repin Choetor
De typesite Repin Choetor (Russisch: Репин хутор, of Репих Xутор) ligt in de buurt van een voormalig gehucht (choetor) genaamd Repin, aan de rechteroever van de middelste Don, en een paar kilometer stroomopwaarts van de samenvloeiing met de Ilovlja, ten westen van een andere archeologische vindplaats, het voormalige dorp Zadono-Avilovski. 
Repin Choetor ligt aan de rand van het steppegebied. Het werd opgegraven in de jaren 1950. Op de vindplaats bestond 55% van het botmateriaal uit paardenbotten, 18% uit runderen, 9% uit schapen of geiten, 9% uit varkens en 9% uit edelherten. Dit suggereert dat paardenvlees het belangrijkste onderdeel van het dieet hier was. 

### Kyzyl Chak
Kyzyl Chak was een Repin-antilopenjagerskamp, bewoond tussen ca. 3700 en 3600 v.Chr., gelegen aan de benedenloop van de Wolga. Het botmateriaal bestaat hier uit 62% saiga-antilopen, 13% runderen, 9% schapen, 7% paarden en 7% onagers. 

### Toerganik
Vanaf de Repin-horizon bij Toerganik, district Tasjlinski, zijn 2.000 potscherven van meer dan 50 potten opgegraven. De aardewerkstijl en -technologie wijzen op culturele banden met de gelijktijdige culturen in de Noord-Kaspische Zeeregio en de Don. Bewijs voor metallurgie bestaat onder meer uit koperertsvondsten, stenen mallen voor het gieten van koper, gereedschappen en een ornament. Koper werd gewonnen uit lokale koperafzettingen. Dierlijke botten zijn voornamelijk afkomstig van huisdieren, zoals runderen, honden en paarden, maar ook van wilde dieren, zoals elanden, bevers, wilde geiten, beren en vossen. Visgraten zijn op de vindplaats zeer zeldzaam. De vondsten van paarden werden als belangrijk beschouwd, omdat de regio een van de eerste plaatsen is waar vermoedelijk domesticatie van paarden heeft plaatsgevonden. 

## Aardewerk
Het aardewerk van de Repincultuur wordt gekenmerkt door hoge potten met geprofileerde halzen en ronde of platte bodems, gemaakt van slib of een mengsel van klei en slib, met enige toevoeging van gemalen schelpen en organisch materiaal. De oppervlakken zijn gladgemaakt en versierd met kamafdrukken. Vaten werden gemaakt met behulp van mallen. De aardewerkstijl combineert kenmerken van nabijgelegen regionale mesolithische stijlen en vertoont technologische continuïteit met andere mesolithische steppeculturen, wat duidt op culturele integratie en vermenging die voorafgingen aan de ontwikkeling van de eigenlijke Jamnacultuur. 
Er wordt beweerd dat de keramische technologie van de Repincultuur bewijs is van continuïteit met de eerdere Chvalynskcultuur. 
Het repin-aardewerktype wordt soms aangetroffen in de cultuurlaag onder het Jamna-aardewerk, en er wordt gezegd dat sommig vroeg Jamna-aardewerk niet te onderscheiden is van het Repin-type. Repin-aardewerk wordt ook wel beschreven als zeer vergelijkbaar met dat van Sredny Stog II, terwijl het vrijwel geen kenmerken deelt met dat van de Derijevkacultuur. 

## Begrafenisritueel
Skeletten werden begraven in een gehurkte, ruggelingse positie met gebogen benen naar links of rechts, met het hoofd in het oosten, bestrooid met oker, met meerdere begrafenissen in platte graven. Naarmate de Repin-periode vordert en zich uitbreidt vanuit de oorspronkelijke regio Midden-Don, werden individuele begrafenissen onder grafheuvels, soms met steencirkels, wijdverspreider. 

## Economie
Het levensonderhoud was waarschijnlijk gebaseerd op een combinatie van veeteelt en jacht. Uit bewijsmateriaal van repin-vindplaatsen blijkt dat het fokken van dieren de belangrijkste vorm van bestaan was, waarbij de botten van huisdieren 80% van het botmateriaal vormden. Het aandeel gedomesticeerde soorten was typerend voor nomadische herdersgemeenschappen. 
David Anthony suggereert dat de Repincultuur zich mogelijk specialiseerde in het fokken van paarden voor de export naar de noordelijke Kaukasus. 
Vondsten tonen een relatief geavanceerde regionale traditie van metallurgie aan, gebaseerd op het winnen van koper uit de lokale zandsteen, die de belangrijkste bron van koper bleef in de latere Jamnacultuur. 
Rassamakin stelt dat de mensen van deze cultuur een meer gevestigd leven leidden in de ecotone regio van de bossteppe, en een meer nomadische levensstijl in de steppezone. 
De nederzettingen in de Repin-periode waren beperkt in aantal en tijdelijk. In de loop van de tijd werd het hoeden van vee steeds nomadischer. 
Rassamakin stelt dat de economie van de Repincultuur waarschijnlijk leek op die van de Derijevkacultuur. 

## Uitbreiding
Tijdens de tweede fase breidde de Repincultuur zich uit naar de Wolga, Dnjepr en benedenloop van de Don. Joeri Rassamakin suggereert dat de verspreiding van de Repincultuur naar het zuiden, zuidoosten en zuidwesten aan het einde van het kopertijd heeft bijgedragen aan de vorming van de Jamnacultuur. Trifonov beschouwt deze verspreiding als een kolonisatie. Volgens Anthony zijn elementen van de Repincultuur over een groot gebied aangetroffen op plekken die voorafgingen aan de vroege Jamna-nederzettingen. 
Anthony suggereert dat de Afanasjevocultuur werd gevormd door een migratie van mensen met een materiële cultuur van hetzelfde type als Repin, waarschijnlijk uit het midden van het Wolga-Oeralgebied rond 3700-3500 v.Chr. 
De Repincultuur wordt door veel archeologen beschouwd als een vroeg stadium van de Jamnacultuur. Viktor Trifonov stelt bijvoorbeeld dat de ontwikkeling van de Jamnacultuur eenvoudigweg de uitbreiding is van de Repincultuur naar de steppe. Rassamakin betoogt echter dat Repin alleen betrokken was bij de vorming van de Gorodtsovcultuur, een late lokale subgroep van Jamna. 

## Taal
Anthony vermoedt dat de mensen van de Repincultuur mogelijk een dialect van het vroege Proto-Indo-Europees spraken. Hij stelt ook voor dat de scheiding van Afanasjevo van de Repincultuur de scheiding vertegenwoordigt tussen het pre-Tochaars en het vroege Proto-Indo-Europees. 